# 신바시

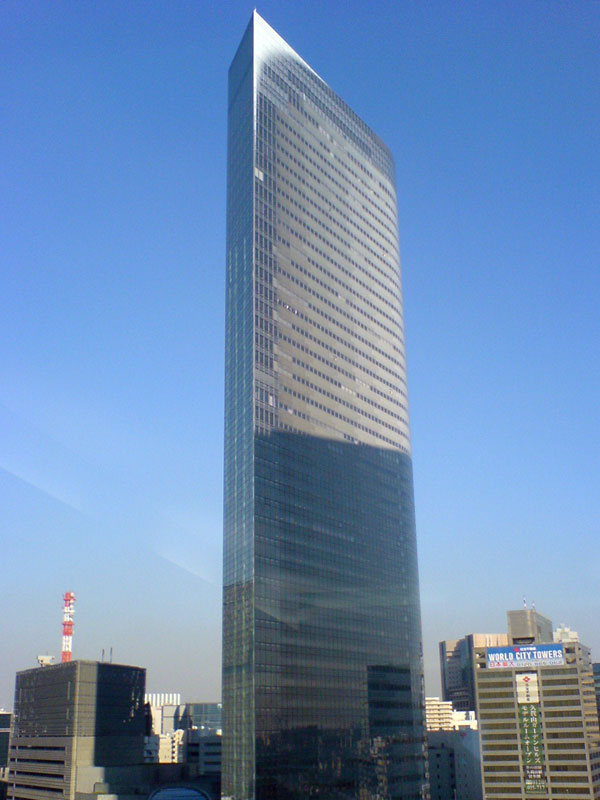
덴쓰 빌딩

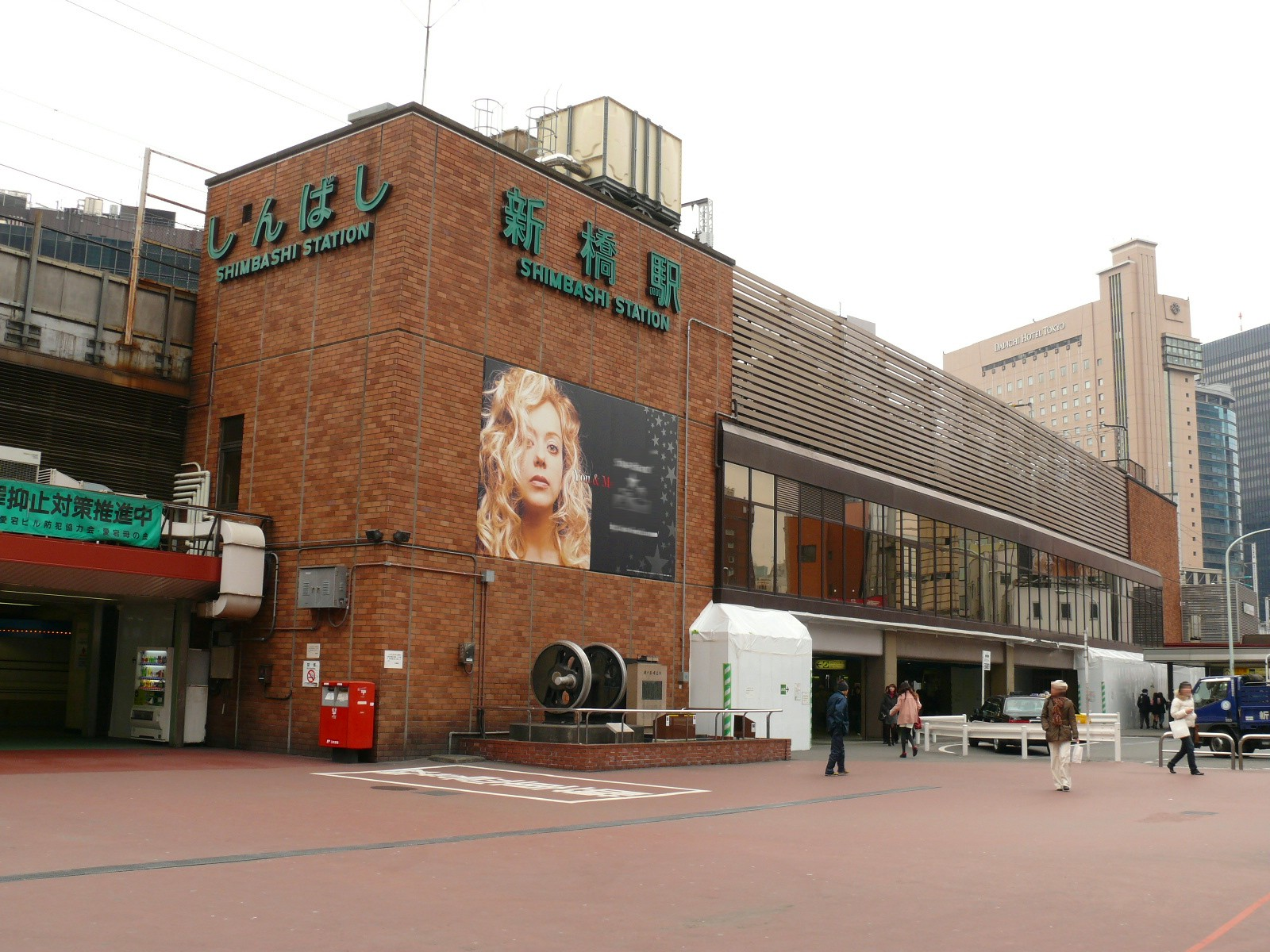
신바시역

신바시(新橋)는 일본 도쿄도 미나토구의 긴자의 남쪽, 쓰키지의 서쪽, 도라노몬의 동쪽, 하마마쓰초의 북쪽에 위치한 지역이다.

## 역사
신바시는 1872년에 부설된 일본의 첫 번째 철도의 종점이었다. 이후 철도 교통의 중심으로서 상업 중심지로 개발되었으며 가장 최근에는 '시오도메 시오시테'라는 고층 사무 복합단지의 건설이 있었다.

## 경제
시오도메의 시오도메 도시 센터에는 전일본공수의 본사와 그 계열사인 에어니폰과 ANA & JP 익스프레스의 본사, 에어재팬의 일부 사무실이 있다.
그밖에 신바시에 있는 다른 회사들로 덴쓰, 교도 통신사, 니혼 TV 방송망, 일본 통운, 파나소닉, 시세이도, 소프트뱅크, 야쿠르트 혼샤가 있다.

## 교통
- 신바시역(긴자 선, 게이힌-도호쿠 선, 아사쿠사 선, 야마노테 선, 요코스카 선, 유리카모메)
- 시오도메 역(오에도 선, 유리카모메)